# عبدالمنعم الفرطوسی
عبدالمنعم الفرطوسی فقیه و شاعر شیعهٔ سدهٔ چهاردهم هجری است. در سال ۱۳۳۵ ه‍.ق در نجف زاده شد. فقه و اصول را نزد محمدباقر احسایی و ابوالقاسم خویی خواند. از آثار او عبارتند از: شرح کفایةالاصول، شرح المکاسب، دیوان شعر و ملحمة اهل البیت. اشعار او دربارهٔ زندگی حسین بن علی و واقعهٔ کربلا و نیز زندگی پیامبر اسلام و اهل بیتش است که با توجه به روایات سروده است.